# Atom (Maßtheorie)
Ein μ-Atom, manchmal auch einfach ein Atom genannt, ist ein Begriff der Maßtheorie, einem Teilgebiet der Mathematik, das sich mit verallgemeinerten Längen- und Volumenbegriffen beschäftigt. Anschaulich ist eine Menge mit positivem (abstraktem) Volumen ein μ-Atom, wenn jede Teilmenge entweder dasselbe Volumen wie das μ-Atom hat oder das Volumen 0 hat.

## Definition
Gegeben sei ein Maßraum {\displaystyle (\Omega ,{\mathcal {A}},\mu )}. Eine Menge {\displaystyle A\in {\mathcal {A}}} heißt ein μ-Atom genau dann wenn {\displaystyle \mu (A)>0} und für jedes {\displaystyle B\in {\mathcal {A}}} mit {\displaystyle B\subset A} gilt, dass entweder {\displaystyle \mu (B)=0} oder {\displaystyle \mu (A\setminus B)=0}. 

## Verwandte Begriffsbildungen

### Atomloses Maß
Ein Maß {\displaystyle \mu } heißt atomlos, wenn keine {\displaystyle \mu }-Atome existieren, d. h. für jedes {\displaystyle A\in {\mathcal {A}}} mit {\displaystyle \mu (A)>0} existiert ein {\displaystyle B\subset A} mit {\displaystyle 0<\mu (B)<\mu (A)}. Das Lebesgue-Maß ist atomlos.

### Rein atomares Maß
Ein Maß heißt rein atomar, wenn Atome {\displaystyle A_{n}} existieren, und für die (endliche oder unendliche) Vereinigung aller Atome 
{\displaystyle A:=\bigcup _{n}A_{n}}
gilt, dass {\displaystyle \mu (\Omega \setminus A)=0} ist. 

## Beispiel
Wählt man als Grundraum {\displaystyle \Omega =\mathbb {N} =\{0,1,2,\dotsc \}} und wählt als σ-Algebra die Potenzmenge {\displaystyle {\mathcal {P}}(\mathbb {N} )} und definiert das Maß auf den Punktmengen als Erzeuger der σ-Algebra durch
{\displaystyle \mu (\{n\})={\begin{cases}0&{\text{ wenn }}n=0\\{\tfrac {1}{n}}&{\text{ wenn }}n\neq 0\end{cases}}}, so gilt:
- Die Menge {\displaystyle \{0\}} ist kein {\displaystyle \mu }-Atom, da {\displaystyle \mu (\{0\})=0}.
- Alle einelementigen Mengen {\displaystyle \{n\},\,n>0}, sind Atome.
- Jede Menge {\displaystyle \{0,n\}} ist für {\displaystyle n\geq 1} ein {\displaystyle \mu }-Atom. Es ist {\displaystyle \mu (\{0,n\})={\tfrac {1}{n}}>0}, echte, nicht-leere Teilmengen sind {\displaystyle \{0\}} und {\displaystyle \{n\}} und es ist  {\displaystyle \mu (\{0\})=0} sowie {\displaystyle \mu (\{0,n\}\setminus \{n\})=\mu (\{0\})=0}. Also ist {\displaystyle \{0,n\}} ein Atom.
- Das Maß ist rein atomar, da die Vereinigung der Atome {\displaystyle A_{n}=\{n\}} mit {\displaystyle n\geq 1} die Menge {\displaystyle A=\mathbb {N} \setminus \{0\}} ergibt und {\displaystyle \mu (\mathbb {N} \setminus A)=\mu (\{0\})=0} gilt. Bei anderer Wahl der Atome kann ihre Vereinigung auch die gesamte Grundmenge ergeben.

## Verwendung
Atome werden zum Beispiel in der Wahrscheinlichkeitstheorie genutzt, um Kriterien anzugeben, unter denen aus der Konvergenz in Wahrscheinlichkeit die fast sichere Konvergenz folgt. Konvergiert eine Folge von Zufallsvariablen in Wahrscheinlichkeit gegen die Zufallsvariable {\displaystyle X} und lässt sich der Grundraum {\displaystyle \Omega } des Wahrscheinlichkeitsraumes als disjunkte Vereinigung von Atomen darstellen, so konvergieren die {\displaystyle X_{n}} auch fast sicher gegen {\displaystyle X}.
Solch eine Darstellung der Grundmenge als disjunkte Vereinigung von Atomen ist bei Wahrscheinlichkeitsräumen mit höchstens abzählbarer Grundmenge immer möglich.